# Az ENSZ Alapokmánya
Az Egyesült Nemzetek Alapokmánya az Egyesült Nemzetek Szervezetének alapító szerződése. Az 51 alapító tagállamból 50 írta alá 1945. június 26-án, az egyesült államokbeli San Franciscóban, a War Memorial and Performing Arts Centerben (Lengyelország képviselője nem tudott jelen lenni a konferencián, ezért ő két hónappal később írta alá a szerződést). 1945. október 24-én lépett hatályba, miután a Biztonsági Tanács öt állandó tagja - az Amerikai Egyesült Államok, az Egyesült Királyság, Franciaország, a Kínai Köztársaság (később felváltotta a Kínai Népköztársaság) és a Szovjetunió (később felváltotta az Oroszországi Föderáció) - és a alapító tagok többsége ratifikálta.
A szerződés kötelező erejű minden tag számára, továbbá a 103. cikk kimondja, hogy az Alapokmányból eredő kötelezettségek minden más nemzetközi megállapodásból eredő kötelezettségekkel szemben elsőbbséget élveznek. A Föld legtöbb országa mára ratifikálta az Alapokmányt.

## Összefoglaló
Az Alapokmány egy preambulumból és 111 cikkből áll, amelyeket 19 fejezetbe rendeztek.
A preambulum felhívja a figyelmet a nemzetközi béke és biztonság fenntartására és az emberi jogok tiszteletére, valamint kimondja, hogy a szerződést aláíró államok kormányai elfogadták a szerződés szövegét, ezáltal létrehozzák az Egyesült Nemzetek Szervezetét.
- Az I. Fejezet rögzíti az ENSZ céljait és alapelveit, például a nemzetközi béke és biztonság fenntartását.
- A II. Fejezet szabályozza a tagság kritériumait, a tagfelvétel menetét, valamint az Alapokmány megsértése esetén a kizárás lehetőségét.
- A III-XV. Fejezetek meghatározzák az ENSZ szerveit és intézményeit, valamint leírják azok feladatait, hatáskörét és működését.
- A XVI-XVII. Fejezetek tartalmazzák az ENSZ a nemzetközi jogi rendszerbe való integrálására vonatkozó megegyezéseket.
- A XVII-XIX. Fejezetek tartalmazzák a módosításokat és az Alapokmány megerősítését.

A következő fejezetek az ENSZ szerveinek végrehajtó hatalmával foglalkoznak:
- A VI. Fejezet meghatározza a Biztonsági Tanács hatáskörét a viszályok kivizsgálására és közvetítésre a felek között a békés rendezés érdekében;
- A VII. Fejezet kimondja a Biztonsági Tanács lehetőségét gazdasági, diplomáciai és katonai szankciók alkalmazására, valamint katonai erő bevetésére a viszályok rendezése érdekében;
- A VIII. Fejezet lehetőséget ad regionális megállapodások megkötésére és szervezetek működtetésére annak érdekében, hogy az adott régión belül fenntartsák a békét és biztonságot;
- A IX-X. Fejezetek leírják az ENSZ elkötelezettségét a nemzetközi gazdaság és szociális együttműködés terén, valamint meghatározzák, hogy azt a Gazdasági és Szociális Tanács felügyeli;
- A XII-XIII. Fejezetek meghatározzák a Nemzetközi Gyámsági rendszer működését, valamint a Gyámsági Tanács működését;
- A XIV-XV. Fejezetek meghatározzák a Nemzetközi Bíróság és a Titkárság hatáskörét.

## Az Alapokmány rendelkezései

### Preambulum

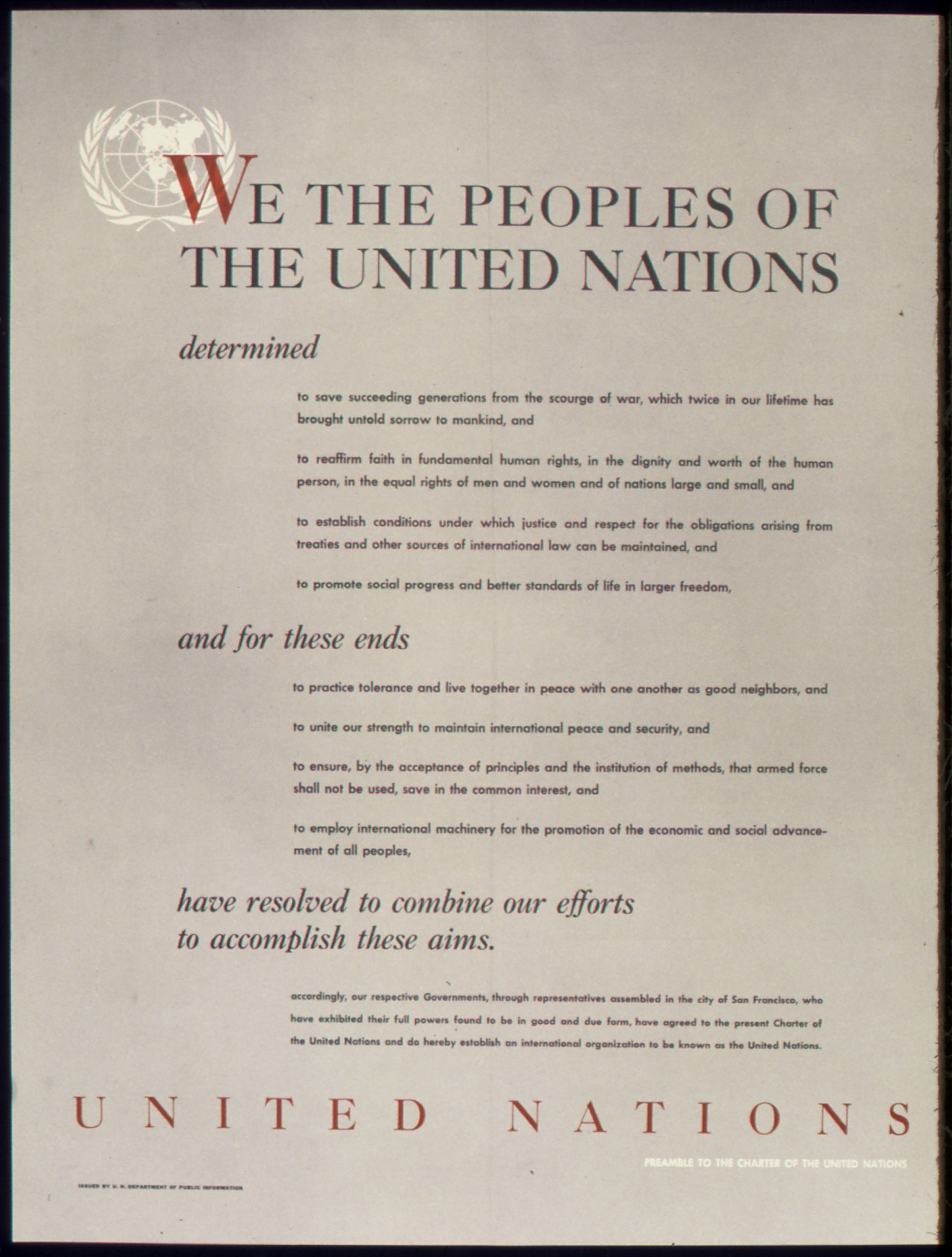
Második világháborús plakát az Egyesült Államokból - Az ENSZ Alapokmányának Preambuluma

A szerződés preambulumának szövege:

„MI, AZ EGYESÜLT NEMZETEK NÉPEI, elhatározván azt,
- hogy megmentjük a jövő nemzedékét a háború borzalmaitól, amelyek életünk folyamán kétszer zúdítottak kimondhatatlan szenvedést az emberiségre,
- hogy újból hitet teszünk az alapvető emberi jogok, az emberi személyiség méltósága és értéke, a férfiak és nők, valamint a nagy és kis nemzetek egyenjogúsága mellett,
- hogy megteremtjük azokat a feltételeket, amelyek mellett az igazságosság és a nemzetközi szerződésekből, valamint a nemzetközi jog egyéb forrásaiból eredő kötelezettségek iránti tisztelet fenntartható,
- hogy előmozdítjuk a szociális haladást és a nagyobb szabadság mellett az életfeltételek javítását

És, hogy ebből a célból
- türelmet gyakorolunk és egymással jó szomszédként békességben élünk együtt,
- hogy egyesítjük erőinket a nemzetközi béke és biztonság fenntartására,
- hogy alapelvekben való megegyezés, valamint eljárási módszerek létesítése útján biztosítjuk azt, hogy fegyveres erő alkalmazására, ha csak közérdek nem kívánja, sor többé ne kerüljön és,
- hogy nemzetközi szervezet segítségével előmozdítjuk valamennyi nép gazdasági és szociális előrehaladását,

Hogy megállapodtunk abban, hogy e célok megvalósítására erőfeszítéseinket egyesítjük.”

Ennek folytán Kormányaink San Francisco városában összegyűlt, jó és kellő alakban talált meghatalmazással ellátott képviselőik útján elfogadták az Egyesült Nemzetek jelen Alapokmányát és ezáltal nemzetközi szervezetet létesítenek, amelynek Egyesült Nemzetek lesz a neve.
Bár a Preambulum fontos része az Alapokmánynak, nem tartalmaz jogokat és kötelezettségeket a tagállamokra nézve.

### I. Fejezet: Célok és elvek

#### 1. cikk
Az Egyesült Nemzetek célja, hogy
1. fenntartsa a nemzetközi békét és biztonságot és evégből hathatós együttes intézkedéseket tegyen a békét fenyegető bűncselekmények megelőzésére és megszüntetésére, a támadó cselekményeknek vagy a béke más módon történő megbontásának elnyomására, valamint békés eszközökkel, az igazságosság és a nemzetközi jog elveinek megfelelő módon rendezze vagy megoldja azokat a nemzetközi viszályokat és helyzeteket, amelyek a béke megbontására vezethetnek;
2. a nemzetek között a népeket megillető egyenjogúság és önrendelkezési jog elvének tiszteletben tartásán alapuló baráti kapcsolatokat fejlessze és az általános béke megerősítésére alkalmas egyéb intézkedéseket foganatosítson;
3. gazdasági, szociális, kulturális vagy emberbaráti jellegű nemzetközi feladatok megoldása útján, valamint az emberi jogok és az alapvető szabadságok mindenki részére, fajra, nemre, nyelvre vagy vallásra való tekintet nélkül történő tiszteletben tartásának előmozdítása és támogatása révén nemzetközi együttműködést létesítsen;
4. az egyes nemzetek által e közös célok elérése érdekében kifejtett tevékenységek összeegyeztetésének központja legyen.

#### 2. cikk
Az 1. cikkben felsorolt célok elérése érdekében, a Szervezet és tagjai a következő elveknek megfelelően járnak el:
1. A Szervezet valamennyi tag szuverén egyenlőségének elvén alapszik.
2. A Szervezet összes tagjai abból a célból, hogy a tagságból eredő jogokat és előnyöket mindannyiuk számára biztosítsák, kötelesek a jelen Alapokmányban vállalt kötelezettségeiket jóhiszeműen teljesíteni.
3. A Szervezet összes tagjai kötelesek nemzetközi viszályaikat békés eszközökkel és oly módon rendezni, hogy a nemzetközi béke és biztonság, valamint az igazságosság ne kerüljön veszélybe.
4. A Szervezet összes tagjainak nemzetközi érintkezéseik során más Állam területi épsége, vagy politikai függetlensége ellen irányuló vagy az Egyesült Nemzetek céljaival össze nem férő bármely más módon nyilvánuló erőszakkal való fenyegetéstől vagy erőszak alkalmazásától tartózkodniok kell.
5. A Szervezet összes tagjai az Egyesült Nemzetek részére a jelen Alapokmánynak megfelelően folytatott bármely tevékenységéhez minden segítséget megadnak és tartózkodnak attól, hogy segítséget nyújtsanak olyan Államnak, amely ellen az Egyesült Nemzetek megelőző vagy kényszerítő intézkedéseket foganatosít.
6. A Szervezet biztosítja, hogy amennyiben a nemzetközi béke és biztonság fenntartása érdekében szükséges, azok az Államok is, amelyek az Egyesült Nemzeteknek nem tagjai, ezeknek az elveknek megfelelően járjanak el.
7. A jelen Alapokmány egyetlen rendelkezése sem jogosítja fel az Egyesült Nemzeteket arra, hogy olyan ügyekbe avatkozzanak, amelyek lényegileg valamely Állam belső joghatóságának körébe tartoznak és nem kötelezi a tagokat arra sem, hogy az ilyen ügyeket a jelen Alapokmánynak megfelelő rendezési eljárás alá bocsássák; ez az elv azonban a VII. fejezetben tárgyalt kényszerítő intézkedések alkalmazását semmiben sem érinti.

### II. Fejezet: Tagság
A II. Fejezet az Egyesült Nemzetek Szervezetésen tagságával foglalkozik.

### III. Fejezet: Szervek
1. Az Egyesült Nemzetek főszervei a következők: Közgyűlés, Biztonsági Tanács, Gazdasági és Szociális Tanács, Gyámsági Tanács, Nemzetközi Bíróság és Titkárság.
2. Amennyiben szükségesnek mutatkozik, a jelen Alapokmánynak megfelelően segédszervek is létesíthetők.

### V. Fejezet: Biztonsági Tanács
Összetétel
23. cikk
1. A Biztonsági Tanács a Szervezet tizenöt tagjából áll. A Kínai Köztársaság*, Franciaország, a Szovjet Szocialista Köztársaságok Szövetsége, Nagy-Britannia és Észak-Írország Egyesült Királyság és az Amerikai Egyesült Államok a Biztonsági Tanács állandó tagjai. A Szervezet tíz további tagját a Közgyűlés a Biztonsági Tanács nem állandó tagjává választja meg, különös tekintettel elsősorban az Egyesült Nemzetek tagjainak a nemzetközi béke és biztonság fenntartása és a Szervezet egyéb céljai tekintetében nyújtott hozzájárulására, valamint a méltányos földrajzi elosztásra is.
2.A Biztonsági Tanács nem állandó tagjait két évre választják. A nem állandó tagoknak a Biztonsági Tanács tagjai számának tizenegyről tizenötre történő emelése után megejtett első választása alkalmával a négy új tag közül kettőt egy évre kell megválasztani. A lelépő tagokat nem lehet nyomban újra választani.
3. A Biztonsági Tanács mindegyik tagjának egy képviselője van a Tanácsban.
Feladatok és hatáskör
24. cikk
1. A Szervezet gyors és hathatós cselekvésének biztosítása érdekében a tagok a nemzetközi béke és biztonság fenntartásáért a fő felelősséget a Biztonsági Tanácsra ruházzák és elismerik, hogy a Biztonsági Tanács e felelősségből folyó kötelességeinek teljesítésekor az ő nevükben jár el.
2. A Biztonsági Tanácsnak e kötelességei teljesítése során az Egyesült Nemzetek céljaival és elveivel összhangban kell eljárnia. Azt a különleges hatáskört, amellyel a Biztonsági Tanács ezeknek a kötelességeknek teljesítése végett fel van ruházva, a VI., VII., VIII., és XII. fejezetek határozzák meg.
3. A Biztonsági Tanács megvizsgálás végett évenként és szükség esetében külön is jelentést terjeszt a Közgyűlés elé.
25. cikk
A Szervezet tagjai megegyeznek abban, hogy a Biztonsági Tanács határozatait a jelen Alapokmánynak megfelelően elfogadják és végrehajtják.
26. cikk
Abból a célból, hogy a nemzetközi béke és biztonság megalapozása és fenntartása a világi emberi és gazdasági erőforrásainak a fegyverkezés céljára történő minél csekélyebb felhasználásával legyen előmozdítható, a Biztonsági Tanács köteles a Szervezet tagjai elé terjesztés végett a 47. cikkben említett Vezérkari Bizottság segítségével a fegyverkezés szabályozását szolgáló rendszer létesítésére tervezetet kidolgozni.
Szavazás
27. cikk
1. A Biztonsági Tanács mindegyik tagjának egy szavazata van.
2. Eljárási kérdésekben a Biztonsági Tanács határozatait kilenc tagjának igenlő szavazatával hozza.
3. Minden más kérdésben a Biztonsági Tanács határozatait tagjainak az összes állandó tagok egybevágó szavazatait magában foglaló kilenc igenlő szavazatával kell hoznia. A VI. fejezet és az 52. cikk 3. pontja értelmében hozott határozatoknál mindazonáltal a viszályban érdekelt félnek tartózkodnia kell a szavazástól.
Eljárás
28. cikk
1. A Biztonsági Tanácsot úgy kell megszervezni, hogy feladatait folyamatosan elláthassa. Ebből a célból a Biztonsági Tanács mindegyik tagjának a Szervezet székhelyén állandóan képviselve kell lennie.
2. A Biztonsági Tanács meghatározott időközönként üléseket tart, amelyeken a tagok, ha úgy kívánják, kormányuk egy tagja vagy más, külön kijelölt képviselő által képviseltethetik magukat.
3. A Biztonsági Tanács a Szervezet székhelyén kívül minden más olyan helyen is ülésezhet, amelyet munkájának megkönnyítésére legalkalmasabbnak ítél.
29. cikk
A Biztonsági Tanács olyan kisegítő szerveket létesíthet, amelyeket feladatainak elvégzésére szükségesnek tart.
30. cikk
A Biztonsági Tanács maga állapítja meg eljárási szabályzatát, ideértve az elnök megválasztásának módját is.
31. cikk
A Szervezet minden olyan tagja, amely nem tagja a Biztonsági Tanácsnak, szavazati jog nélkül mindannyiszor részt vehet a Biztonsági Tanács elé terjesztett bármely kérdés megvitatásában, valahányszor a Biztonsági Tanács úgy véli, hogy az ügy az illető tag érdekeit különösképpen érinti.
32. cikk
Az Egyesült Nemzetek minden olyan tagját, amely nem tagja a Biztonsági Tanácsnak, vagy minden olyan Államot, amely nem tagja az Egyesült Nemzeteknek, ha Biztonsági Tanács által vizsgált viszályban érdekelt fél, meg kell hívnia arra, hogy a viszályra vonatkozó vitában szavazati jog nélkül részt vegyen. A Biztonsági Tanács állapítja meg azokat a feltételeket, amelyeket helyesnek tart olyan Állam részvétele tekintetében, amely nem tagja a Szervezetnek.

### VII. Fejezet: Eljárás a béke veszélyeztetése, a béke megszegése és támadó cselekmények esetében
39. cikk:
A Biztonsági Tanács megállapítja a béke bárminő veszélyeztetésének vagy megszegésének, vagy bárminő támadó cselekménynek fennforgását és vagy megfelelő ajánlásokat tesz, vagy határoz afelett, hogy milyen rendszabályokat kell a nemzetközi béke és biztonság fenntartása vagy helyreállítása érdekében a 41. és 42. cikkek alapján foganatosítani.
41. cikk:
A Biztonsági Tanács határozza meg, hogy milyen fegyveres erők felhasználásával nem járó rendszabályokat kíván foganatosítani abból a célból, hogy határozatainak érvényt szerezzen [...] Ilyeneknek tekintendők a gazdasági kapcsolatok, a vasúti, tengeri, légi, postai, távírói, rádió és egyéb forgalom teljes vagy részleges felfüggesztése, valamint a diplomáciai kapcsolatok megszakítása.
42. cikk:
Ha a Biztonsági Tanács úgy találja, hogy a 41. cikkben említett rendszabályok elégtelenek, vagy elégteleneknek bizonyulnak, úgy légi, tengeri és szárazföldi fegyveres erők felhasználásával olyan műveleteket foganatosíthat, amelyeket a nemzetközi béke és biztonság fenntartásához, vagy helyreállításához szükségesnek ítél. Ezek a műveletek az Egyesült Nemzetek tagjainak légi, tengeri és szárazföldi hadereje által foganatosított tüntető felvonulásból, zárlatból (blokád) vagy egyéb műveletekből is állhatnak.

### XV. Fejezet: Titkárság
- "A Titkárság főtitkárból és olyan tisztviselői karból áll, amilyet a Szervezet megkövetel."
- Az ENSZ más szerveinek megbízásait teljesíti, úgy mint a Közgyűlés, a Biztonsági Tanács, a Gazdaság és Szociális Tanács és a Gyámsági Tanács, valamint ezek alárendelt testületeinek is rendelkezésére áll.
- "A Főtitkárt a Biztonsági Tanács ajánlására a Közgyűlés nevezi ki."
- "A tisztviselőket a Közgyűlés által megállapított szabályok szerint a Főtitkár nevezi ki."
- A Titkárság székhelye az ENSZ központjában, New Yorkban található.
- A Titkársághoz tartoznak a regionális bizottságok titkárságai Genfben, Santiagóban, Addisz-Abebában, Bangkokban és Bejrútban.

#### A Titkárság feladatai
1. riportok és egyéb dokumentumok elkészítése a döntéshozás elősegítése érdekében.
2. törvényhozó szervek és azok alárendelt testületei munkájának elősegítése.
3. a Közgyűlés és egyéb szervek üléseinek előkészítése.
4. szerkesztési, fordítási és sokszorosítási szolgáltatások az ENSZ dokumentumainak több nyelven való elérhetőségének érdekében.
5. tanulmányok elkészítése és információgyűjtés tagállamoknak.
6. statisztikai kiadványok, információs anyagok és analitikai munkák előkészítése a Közgyűlés megbízásából.
7. konferenciák, szakmai tanácskozások és szemináriumok szervezése.
8. technikai segítségnyújtás a fejlődő államoknak.

## Külső hivatkozások
- Magyar ENSZ Társaság
- Az ENSZ Alapokmányának teljes szövege Archiválva 2017. május 3-i dátummal a Wayback Machine-ben